# باتريك إدوارد ماكغفرن
باتريك إدوارد ماكغفرن (بالإنجليزية: Patrick Edward McGovern) هو عالم آثار أمريكي، ولد في 9 ديسمبر 1944.